# Helle (mytologi)
 For alternative betydninger, se Helle. (Se også artikler, som begynder med Helle)
Helle er en skikkelse i den græske mytologi. Hun var datter af den bøotiske konge Athamas og hans første hustru nymfen Nefele. Helle og broderen Frixos blev forfulgt af deres stedmor Ino, der under en hungersnød som hun selv havde stået bag (ved at riste sædekornet), forfalskede et orakelsvar så det krævede Frixos ofret til guderne. Lige inden ofringen sendte Nefele en gylden vædder, der fløj væk med søskendeparret. På vejen mod Kolchis faldt Helle dog af vædderen og druknede i havet. Havet blev derefter opkaldt efter hende som Hellespont (Helles hav).
- Wikimedia Commons har flere filer relateret til Helle (mytologi)